# Klemens Kołaczkowski

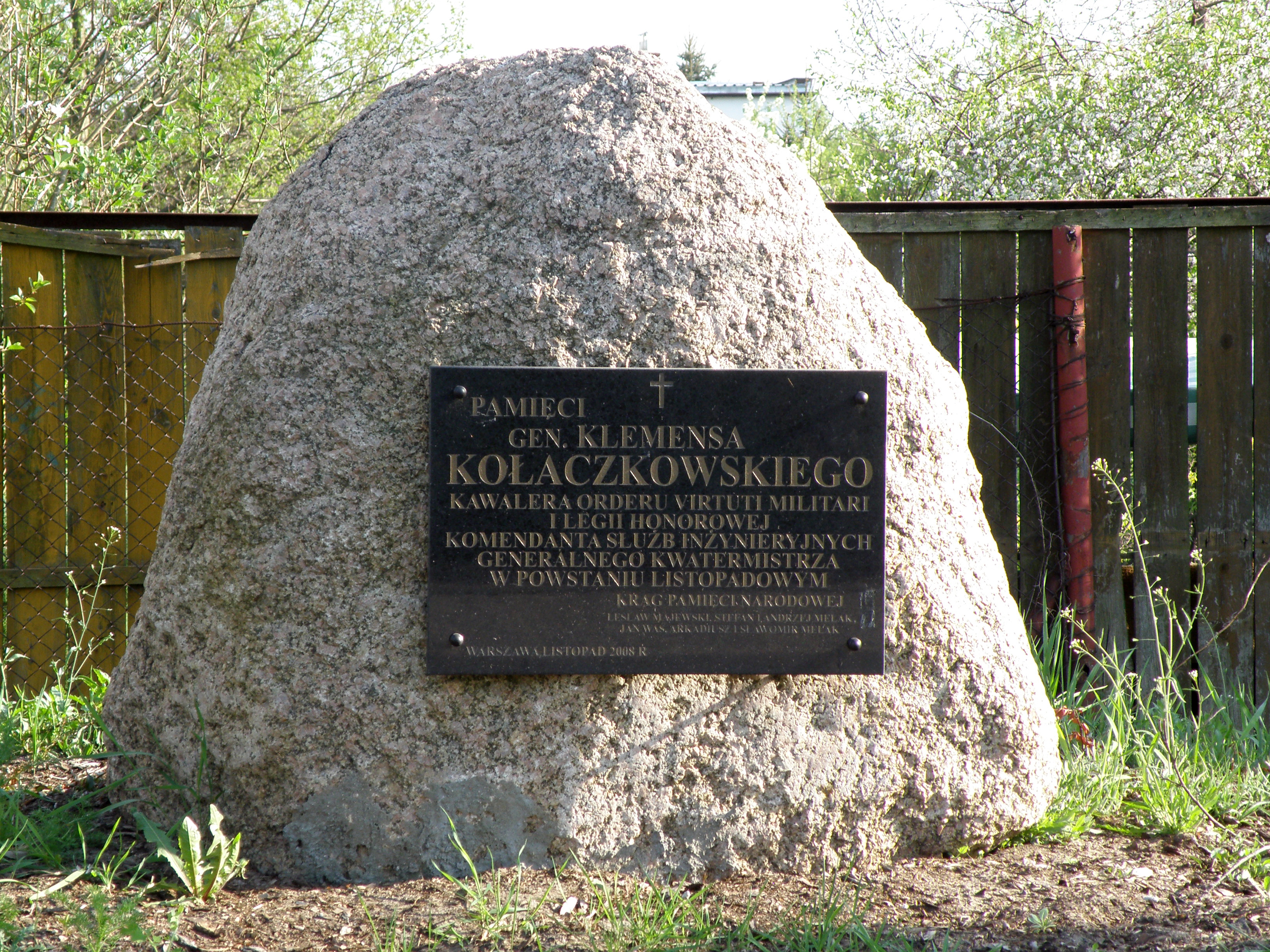
Kamień upamiętniający Klemensa Kołaczkowskiego w Alei Chwały na Olszynce Grochowskiej

Klemens Kołaczkowski herbu Abdank (ur. 1793 w Poznaniu, zm. 23 września 1873 w Dreźnie) – polski generał, członek korpusu inżynierów Królestwa Kongresowego.

## Życiorys
Syn Ignacego Franciszka Kołaczkowskiego i Józefy, córki hrabiego Zygmunta Grudzińskiego.
W latach 1806–1809 studiował na Uniwersytecie Wrocławskim i był absolwentem Szkoły Aplikacyjnej Artylerii i Inżynierów w Warszawie. W 1810 roku w Zamościu i Modlinie sprawował nadzór nad pracami fortyfikacyjnymi. Uczestnik kampanii napoleońskich w latach 1809, 1812, 1813 i 1814.
W 1813 uhonorowany francuskim tytułem Kawalera Orderu Legii Honorowej i polskim Krzyżem Złotym Orderu Virtuti Militari.
W latach 1814–1815 był współzałożycielem tajnego związku Przyjaciół Polski. Członek masonerii polskiej (loża Tarcza Północna). Do wojska Królestwa Polskiego wstąpił w 1815 roku. W latach 1820–1830 wykładowca i dyrektor naukowy Szkoły Wojskowej Aplikacyjnej. W czasie powstania listopadowego komendant służb inżynieryjnych i generalny kwatermistrz w obronie Warszawy i Modlina. Mianowany generałem brygady w 1831 i został dowódcą korpusu inżynierów. Carowi Mikołajowi złożył po upadku powstania przysięgę wiernopoddańczą, wycofując się z życia publicznego. Następnie wyjechał do Wielkopolski.
Był odznaczony Orderem Świętego Włodzimierza IV klasy, Orderem Świętej Anny z brylantami. W 1830 roku został nagrodzony Znakiem Honorowym za 20 lat służby.
Autor biografii I. Prądzyńskiego (1851) i J.H. Dąbrowskiego (1901) oraz Wspomnień wydanych w kilku tomach w latach 1898–1901.

## Awanse[3]
- IV 1809 – podporucznik,
- IV 1810 – porucznik I klasy,
- II 1813 – kapitan I klasy,
- IV 1820 – podpułkownik,
- V 1829 – pułkownik,
- VI 1831 – generał brygady.